# كنيسة البشارة القبطية

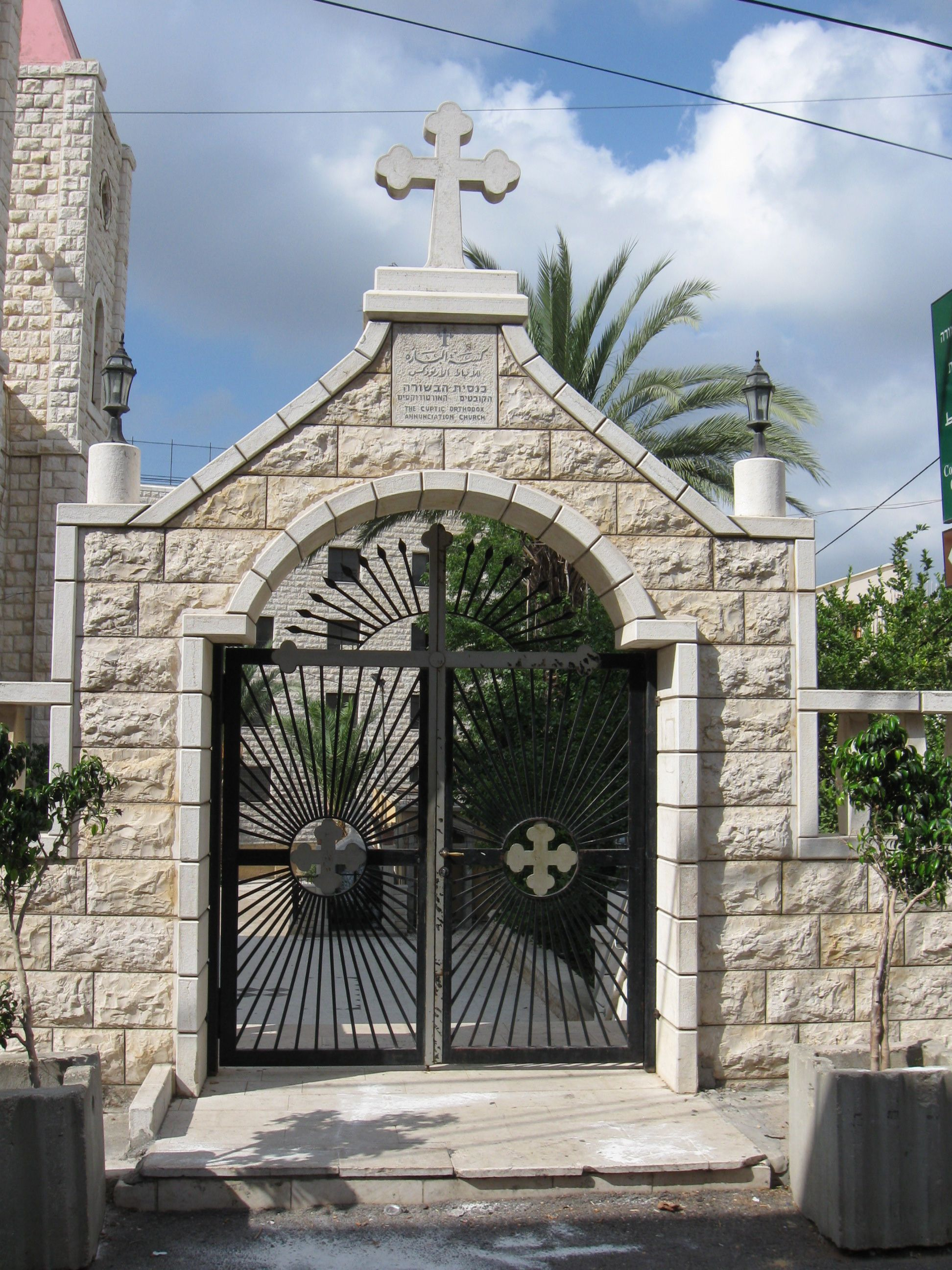
مدخل الكنيسة

كنيسة البشارة القبطية  هو الاسم الذي يطلق على الكنيسة القبطية في مدينة الناصرة،  في شمال إسرائيل وهي مخصصة للبشارة، لا ينبغي الخلط بينها وبين الكنيسة الكاثوليكية التي تحمل نفس الاسم ( بازيليك البشارة ) أو الكنيسة المارونية في نفس المدينة.
جاء المجتمع القبطي إلى الناصرة في أواخر القرن التاسع عشر. بُنيت كنيسة البشارة عام 1952 بمبادرة من المطران باسيليوس. نفذ جميع أعمال البناء بشكل تطوعي من قبل أفراد المجتمع القبطي المحلي.
الكنيسة محاطة بجدار حجري بباب يسمح بالدخول إلى الفناء الداخلي. يوجد فوق الباب صليب. الكنيسة عبارة عن مبنى من طابقين. للواجهة منارتان مربعتان (ثلاثة طوابق) مع أسطح حمراء.